# Eine Kreuzung
Eine Kreuzung ist ein kurzes Prosastück von Franz Kafka, das 1917 entstand und postum veröffentlicht wurde. Es gehört in die Kategorie von Kafkas Tiergeschichten, in denen sich eine irreale Verwandlung vollzieht.

## Inhalt
Der Ich-Erzähler berichtet von seinem eigentümlichen Tier, das er von seinem Vater geerbt hat. Das Tier, eine Kreuzung, ist in Verhalten und Aussehen halb Lamm und halb Katze. Sonntags dürfen es die Kinder der Nachbarschaft besichtigen. Sie haben schon Katzen und Lämmer mitgebracht, doch es gab kein Erkennen bei dem seltsamen Tierchen.
Es hat zu seinem Herren eine innige Verbindung und begleitet ihn oft wie ein Hund bei Fuß. Als der Erzähler einmal in geschäftlichen Problemen keinen Ausweg weiß, scheint das Tier mit ihm gemeinsam zu weinen. Manchmal hält es seine Schnauze an das Ohr des Herrchens, als  wollte es etwas sagen, und blickt fragend in dessen Gesicht. Es benimmt sich also ähnlich wie ein mitfühlender Mensch.
Aber das Tier hat von beiderlei Abstammung auch beiderlei Unruhe und so ist ihm „die Haut zu eng“. Der Erzähler  fragt sich, ob für dieses Tier nicht das Messer des Fleischers eine Erlösung wäre. Das Tier scheint ihn aus seinen Menschenaugen dazu aufzufordern. Als einem Erbstück muss er ihm diese Erlösung versagen.

## Hintergrund
Die Zwitterstellung eines Wesens zwischen  tierisch-menschlichen Existenzformen hat Kafka mehrfach behandelt. Siehe hierzu Ein Bericht für eine Akademie, Die Verwandlung.
Ausgangspunkt für die vorliegende Geschichte könnte ein Traum sein, den Kafka bereits in einer Tagebuchaufzeichnung vom 29. Oktober 1911 festgehalten hat. Dort gibt es einen windhundartigen Esel mit schmalen Menschenfüßen, der sich immer menschlich aufrecht hält.
Denkbar wäre auch, dass Kafka angeregt wurde durch seine Besuche in Varietés oder Jahrmärkten, auf denen damals gern bizarre Lebewesen und Missgeburten ausgestellt wurden.

## Textanalyse
Das kleine Prosastück zeichnet sich durch kurze, klare Sätze aus. Die Erzählperspektive der Ich-Form enthält am Schluss einen Bruch. Die Formulierungen entsprechen auf den ersten Blick einem beschaulichen, fast betulichen Sprachstil eines Tier- und Kinderfreundes. Das Tier ist niedlich und  anhänglich, die Kinder stellen „sonderbarste Fragen“. Dem Tier wird „Menschenehrgeiz“ zugebilligt. Das Wort stimmt eigentlich nicht. Es ist kein Ehrgeiz, es ist menschliches Mitfühlen.
Nach diesen rührenden Schilderungen des treuen Tieres taucht im letzten Absatz der Geschichte die Überlegung auf, es in einem Akt der Erlösung zu töten. Nun erhalten  auch frühere Aussagen der Geschichte eine neue Bedeutung. Gleich zu Beginn heißt es, die Augen des Tieres seien „flackernd und wild“, das Fell liegt knapp an. Später wird nochmals die zu enge Haut thematisiert.
Beim „Messer des Fleischers“ denkt man an den Metzger oder eventuell an das jüdische Schächten. Dieses erschreckende Ende wird noch verstärkt, da die Not des Tieres „aus seinen verständigen Menschenaugen“ spricht und zum Töten aufzufordern scheint. Dieses Töten wird als „verständiges Tun“ bezeichnet. Dieses Tun kann und will der Erzähler im Gedenken an seinen Vater aber nicht vollziehen.

## Deutungsansatz
Über das Tier heißt es, es stamme aus dem Besitz des Vaters. Es wurde dem Erzähler also nicht gezielt vom Vater weitergegeben, sondern tauchte in der nur mageren Erbmasse auf. Dafür aber entschädigt dieses Wesen, das den Erzähler bezaubert, aber auch traurig und betroffen macht, voll und ganz.
Man kann diese Kreuzung vielleicht als Symbol sehen für das, was der Vater unbewusst an den Sohn weitergegeben hat, nämlich hier im Fall Kafka die künstlerische Fähigkeit. Bezeichnenderweise entwickelt sich das Tier erst dann zu dem mehrschichtigen Wesen, seit es im Besitz des Erzählers ist. Zwar sagt man, dass Kafka mehr die musische Seite seiner Mutter geerbt habe. Aber Kafka bewegte immer nur sein Verhältnis zum Vater; die Mutter führte in seinen Augen ein Schattendasein, war vor allem die Helferin des Vaters. Von daher ist er – auch in der Abgrenzung – immer nur der Sohn seines Vaters. Und sein Schreiben ist immer wieder die Suche nach einer Verbindung zum Vater (siehe hierzu auch Brief an den Vater, Das Urteil). Vielleicht ist das Mischwesen aber auch eine Metapher für die unterschiedlichen Anlagen, die jedem Menschen von den beiden Elternteilen her innewohnen.
Ähnlich wie dieses Tier seinem Besitzer tiefe Freude und Zufriedenheit, aber auch Verwirrung und Todessehnsucht beschert, begleiten ebendiese Emotionen Kafkas schriftstellerische Tätigkeit. Und obwohl oft quälend für ihn, drängt er das Verlangen zu schreiben in sich nicht beiseite (er tötet es also nicht in sich ab), sondern er hält an ihm fest und ordnet ihm zunehmend sein Leben mit langen Arbeitsausfallzeiten und ohne ernsthafte Partnerbeziehung unter.

## Ausgaben
- Sämtliche Erzählungen. Herausgegeben von Paul Raabe, Fischer-Taschenbuch-Verlag, Frankfurt am Main 1970, ISBN 3-596-21078-X.
- Die Erzählungen. Originalfassung, herausgegeben von Roger Herms, Fischer Verlag 1997, ISBN 3-596-13270-3.
- Nachgelassene Schriften und Fragmente 1. Herausgegeben von Malcolm Pasley, Fischer, Frankfurt am Main 1993, ISBN 3-10-038148-3, S. 372–374.
- Tagebücher 1909-1923. S. Fischer, Frankfurt am Main, ISBN 3-10-038160-2.
- Eine Kreuzung Originalfassung, Illustration Anna Sommer, Verlag SJW 2011, Nr. 2389, ISBN 978-3-7269-0587-3.

## Sekundärliteratur
- Peter-André Alt: Franz Kafka: Der ewige Sohn. C.H. Beck, München 2005, ISBN 3-406-53441-4.
- Bernard Dieterle: Kleine nachgelassene Schriften und Fragmente 2. In: Manfred Engel, Bernd Auerochs (Hrsg.): Kafka-Handbuch. Leben – Werk – Wirkung. Metzler, Stuttgart / Weimar 2010, ISBN 978-3-476-02167-0, S. 260–280, bes. 277 f.